# Anhur
Anhur (ỉn-ḥr.t, görögösen Onurisz) ókori egyiptomi istenség. A háború és vadászat ősi istene, szülőhelye Felső-Egyiptom, közel Abüdoszhoz. Nevének jelentése: „Aki elhozza a Távollevőt”. Ez abból a mítoszból eredhet, amelyikben visszahozza Núbiából „a Nap szemét”; ezt a titulust több istennő is viseli, Anhur esetében Mehit oroszlánistennőről van szó, aki ezután a felesége lesz. A történet hasonlóságot mutat azzal, amikor Su visszahozza hitvesét, Tefnutot Núbiából, de Anhur neve azt mutatja, az övé lehetett az eredeti. (Lásd még: Napszem-mítosz.)
Anhur eléggé összetett istenség, tollai Montuval, Szopduval és Hórusszal hozzák összefüggésbe, Suval pedig gyakran egylényegűnek gondolták. Anhurt Ré fiának is hívták. A görögök saját hadistenükkel, Arésszal tartották azonosnak. A rómaiak is tisztelték, Tiberius császárt Kom Ombóban Anhur jellemzőivel ábrázolják.

## Ikonográfiája
Legtöbbször szakállas emberként ábrázolták, vagy lándzsával, amit mindkét kezével fog, vagy egyik kezében felemelt lándzsával, a másikban kötéllel, amivel elfogja oroszlánforma feleségét, Mehitet. Rövid parókát visel, rajta ureuszt és két vagy négy tollat.

## Kultusza
Eredeti kultuszközpontja a felső-egyiptomi Abüdosz mellett, Thiszben volt, később a alsó-egyiptomi Szebennütoszban, ahol vagy egymagában, vagy Su egy aspektusaként tisztelték. Itt álló templomát Anhur-Su tiszteletére építtette fel II. Nektanebó. Amulettjei időnként előkerülnek későkori temetkezésekből.

### Ismert főpapjai
- Amenhotep, IV. Thotmesz idején. Amenhotep felesége, Henut Anhur énekesnője volt, fiaik, Hat és Kenna őfelsége harci kocsihajtói. A British Museumban lévő sztéléről ismertek (EA 902).[3]
- Hori[4]
- Minmosze, Hori és felesége, Inti fia. II. Ramszesz alatt élt.[4]
- Anhurmosze, Merenptah idejéből.[4][5]
- Szisepszet, III. Ramszesz idejéből.[5]
- Harsziésze, egy abüdoszi osztrakonon említik.[5]